# إيفان كوفاليف
إيفان كوفاليف (الروسية: Ковалёв, Иван Александрович) مواليد 26 يوليو 1986 في يكاترينبورغ، هو دراج روسي. شارك في دورة الألعاب الأولمبية الصيفية.

## وصلات خارجية
- الموقع الرسمي

## روابط خارجية
- إيفان كوفاليف على موقع الاتحاد الدولي للدراجات (الإنجليزية)
- إيفان كوفاليف على موقع أرشيف الدراجات (الإنجليزية)
- إيفان كوفاليف على موقع إحصائيات الدراجات الإحترافية (الإنجليزية)
- إيفان كوفاليف على موقع نسبة الدراجات (الإنجليزية)
- إيفان كوفاليف على موقع CycleBase (الإنجليزية)
- إيفان كوفاليف على موقع أوليمبيديا (الإنجليزية)